# Christoph Peller von und zu Schoppershof

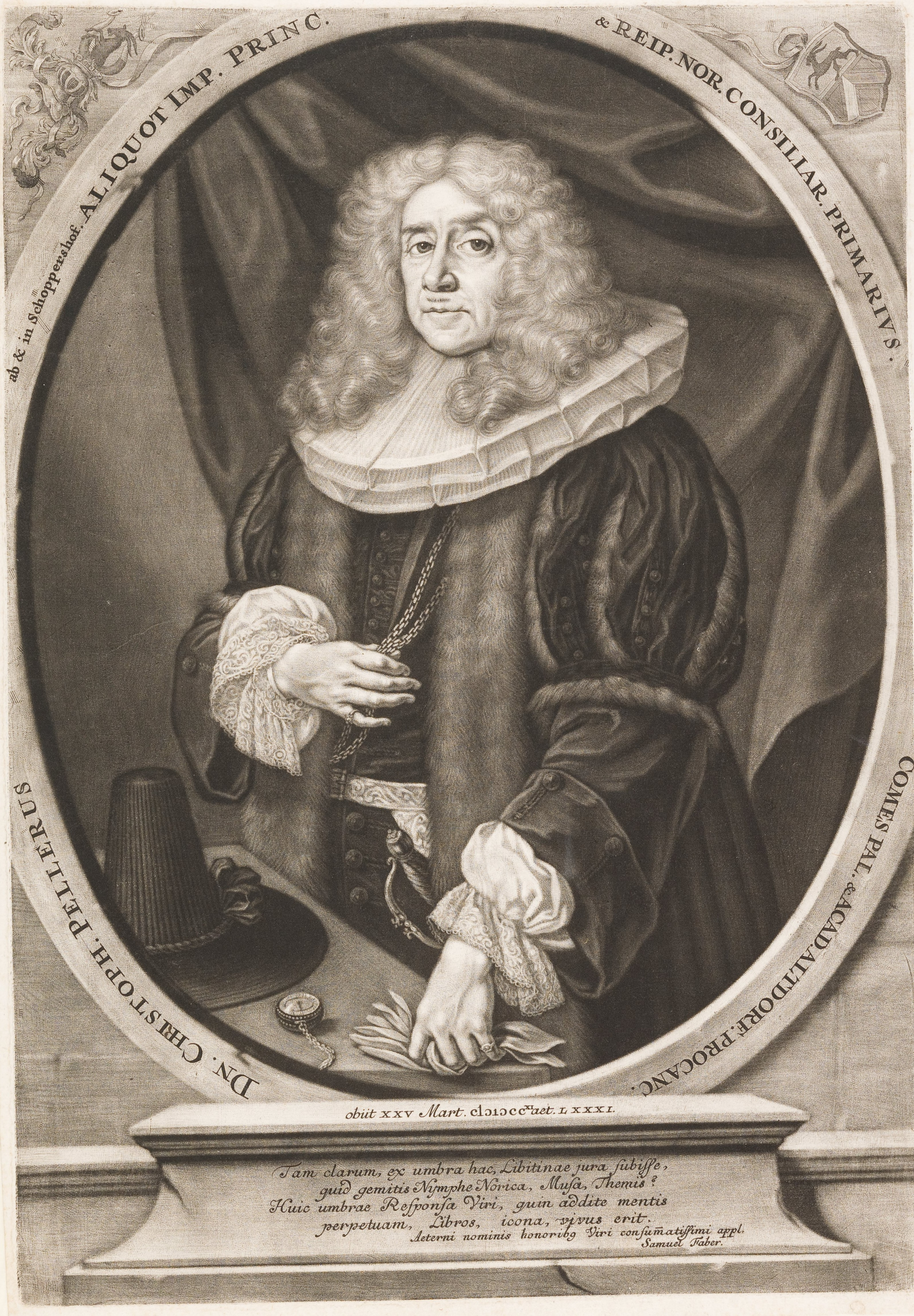
Porträt von 1711

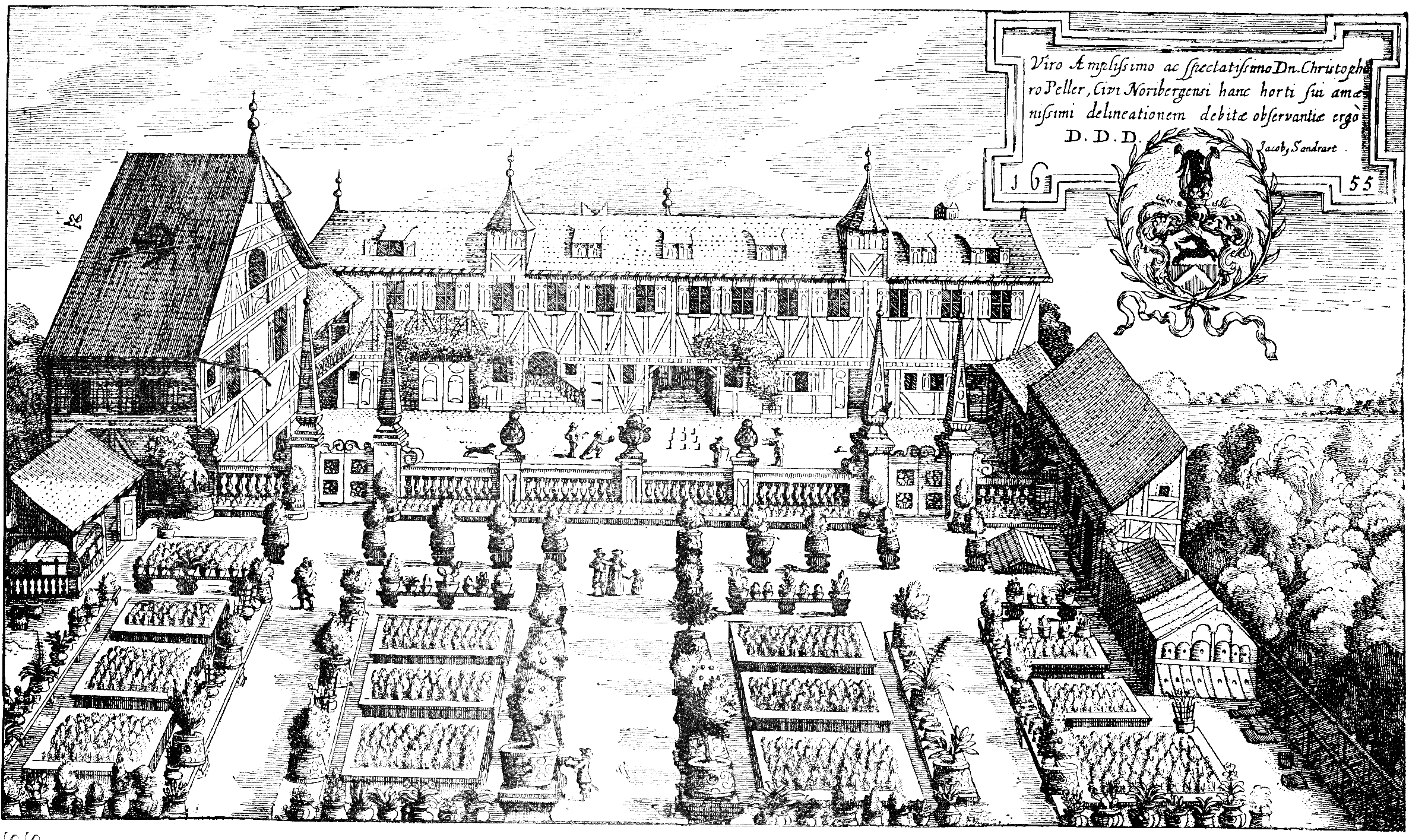
Garten von Christoph Peller 1655

Christoph Peller von und zu Schoppershof (auch Christoph Peller von Schoppershof oder Christoph Peller der Jüngere; * 28. November 1630 in Nürnberg; † 25. März 1711 ebenda) war ein deutscher Jurist und Diplomat.

## Leben
Peller stammte aus dem Nürnberger Patriziergeschlecht Peller von Schoppershof und war Sohn des Marktvorstehers Tobias Peller. Er absolvierte die Schule bei St. Sebald und das Aegidianum. 1649 nahm er das Studium an der Universität Tübingen auf und wechselte 1651 an die Universität Altdorf. Seine anschließende Studienreise führte ihn unter anderem nach Straßburg und Utrecht. Er kehrte 1657 nach Altdorf zurück und wurde dort 1658 mit der Dissertation De Diffidationibus zum Doktor beider Rechte promoviert.
Peller ließ sich 1658 in Nürnberg als Advokat nieder und wurde 1659 Genannter des größeren Rates, 1665 Konsulent und Assessor am Untergericht sowie 1674 Assessor am Stadtgericht. Peller übernahm außerdem Aufgaben als Gesandter für die Reichsstadt. 1692 wurde er zum Prokanzler der Universität Altdorf sowie zum Assessor des Appellations- und Bancogerichts und zum Münzrat ernannt. Als die Universität Altdorf 1697 das Recht erhielt, den Doktor der Theologie zu verleihen, wurde ihm die Würde eines kaiserlichen Hofpfalzgrafen übertragen. 
Peller war zudem unter anderem ab 1683 vom ersten Fürsten von Schwarzenberg Johann Adolf von Schwarzenberg, 1685 von Landgraf Karl zu Hessen-Kassel sowie ab 1693 von den Herzögen Wilhelm Ernst von Sachsen-Weimar und Johann Ernst III. von Sachsen-Weimar zum besoldeten Rat und Konsulenten ernannt worden.
Peller besaß eine große Bibliothek, deren Katalog bei ihrer Versteigerung etwa 300 Seiten umfasste. Außerdem unterstützte er den Aufbau der Universitätsbibliothek in Altdorf mit regelmäßigen Bücherspenden.

## Werke (Auswahl)
- Dissertatio De Diffidationibus, Von Befehdungen oder Absägen, Hagen, Altdorf 1658.
- Politicus Sceleratus Impugnatus, Endter, Nürnberg 1663.
- Theatrum pacis, hoc est Tractatum atque instrumentorum praecipuorum ab anno inde 1647 ad 1660 usque, in Europa initorum et conclusorum coll. acc. ind. utilissimus = Friedens-Schauplatz, das ist Alle die fürnemsten Friedens-Instrumenta und Tractaten, so vom Jahre 1647 an bis auf das 1660 in Europa aufgerichtet u. beschlossen worden ..., 2 Bände, Endter, Nürnberg 1664–1665.
- Kurzer, doch best gegründeter Gegenbericht, der Reichsstadt Aachen ganz neuerlich anmassenden Anspruch an die Kaiserliche u. Reichs Kleinodien, so von der Stadt Nürnberg verwahret werden, betreffend, Nürnberg 1702.